# Església del Corpus Christi (Niasvij)
L'església del Corpus Christi (en belarús: Касцёл Цела Божага (Фарны)) és una església barroca localitzada a Niasvij, a Belarús. Va ser una de les primeres esglésies d'aquest estil arquitectònic construïdes a l'Europa de l'Est, i constitueix la cripta de la família reial Radziwiłł.
Està inscrita com a Patrimoni de la Humanitat de la UNESCO, dins el «Conjunt cultural, arquitectònic i residencial de la família Radziwill a Niasvij» des de l'any 2005.

## Història i arquitectura

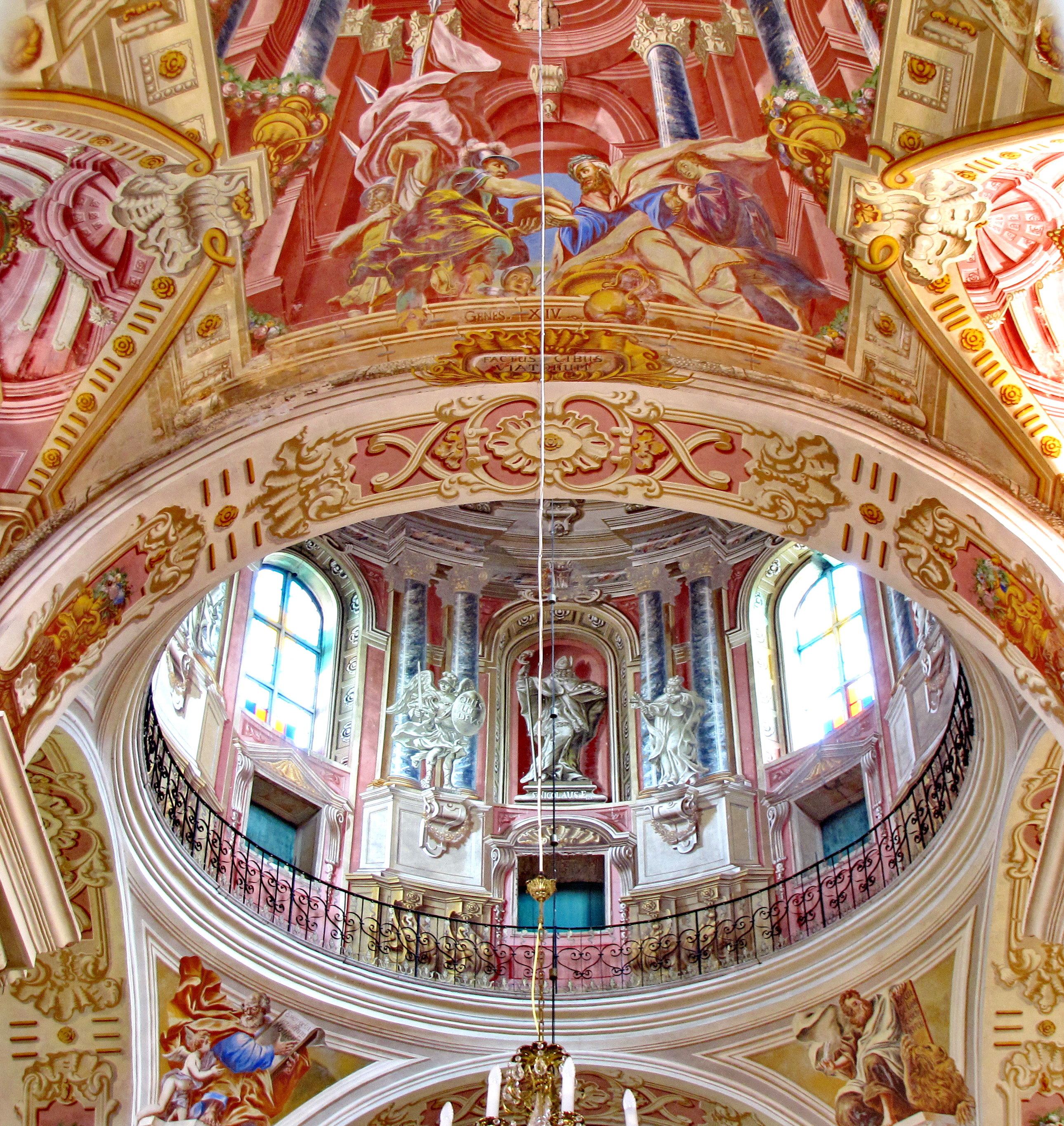
Vista interior de la cúpula

Va ser construïda entre el 1584 i el 1593 per l'arquitecte italià Gian Maria Bernardoni, un jesuïta establert a Polònia, per als membres del seu orde, tot just després de signar-se l'Unió de Lublin. Va seguir un estil barroc italià, inspirat en l'església del Gesù de Roma.
L'església presenta una planta de tres naus amb un absis. Està coronada al centre per una cúpula sobre la qual s'alça una llanterna. La façana presenta dues plantes amb elements verticals i horitzontals.
A l'interior de l'església hi ha forces guarniments arquitectònics i pintures a pared i sostre, decorant-la. L'altar major està coronat amb una representació de l'últim sopar de mitjans del segle xviii.